# 1re division de cavalerie à pied
Pour les articles homonymes, voir 1re division et Division de cavalerie à pied.
La 1re division de cavalerie à pied est une division de l'Armée de terre française qui a participé à la Première Guerre mondiale.

## Les chefs de la1redivisionde cavalerie à pied
- 6 janvier 1918 - 16 février 1919 : Général Brécard

## Première Guerre mondiale
La 1re division de cavalerie à pied est constituée à partir de décembre 1917, dans la région de Vic-sur-Aisne, avec des éléments provenant de la 81e D.I.

### Composition
- Infanterie

4e régiment de cuirassiers à pied de janvier à novembre 1918
9e régiment de cuirassiers à pied de décembre 1917 à novembre 1918
11e régiment de cuirassiers à pied de décembre 1917 à novembre 1918
65e régiment d'infanterie territoriale de décembre 1917 à novembre 1918
- Cavalerie

2 escadrons du 10e régiment de dragons de janvier à novembre 1918
- Artillerie

3 groupes de 75 du 270e régiment d'artillerie de campagne de janvier à novembre 1918
101e batterie de 58 du 270e régiment d'artillerie de campagne de janvier à novembre 1918
7e groupe de 155c du 103e régiment d'artillerie lourde de juillet à novembre 1918

### Historique

#### 1918
- 10 janvier – 14 mars : constitution dans la région de Vic-sur-Aisne ; instruction.
- 14 – 22 mars : mouvement vers Chamant.
- 22 mars – 3 avril : transport par camions vers Salency ; relève de l'armée britannique. Engagée dans la 2e Bataille de Picardie : défense du canal Crozat, puis combat en retraite et défense des passages de l'Oise, vers Varesnes et Pontoise.
- 3 – 30 avril : retrait du front, mouvement vers Ribécourt ; travaux.
- 30 avril – 14 juin : occupation d'un secteur vers Thiescourt et Plessis-de-Roye.

9 juin : engagée dans la Bataille du Matz : défense des passages du Matz et de l'Oise. Du 9 au 13 juin, la 1re D.C.P va enregistrer 143 tués, 884 blessés et 3 108 disparus (Cf : JMO) soit 4 135 hommes mis hors de combat.
- 14 juin – 3 juillet : Retrait du front ; transport par V.F., de la région de Clermont, dans celle de Châlons-sur-Marne, puis mouvement vers celle de Sainte-Menehould ; instruction.
- 3 juillet – 10 octobre : occupation d'un secteur entre Ville-sur-Tourbe et l'Aisne, déplacé à droite, le 15 juillet, vers le bois d'Hauzy et le bois de Beaurain.

21 juillet : extension du front, à gauche, jusque vers Massiges.
21 août : réduction à droite, jusqu'à l'Aisne.
24 septembre : mouvement de rocade, et à partir du 26 septembre, engagée, entre l'Aisne et Vienne-le-Château, dans la Bataille de Somme-Py (Bataille de Champagne et d'Argonne) et son exploitation : prise de Servon et de Binarville ; progression en direction de Lançon.
- 10 - 16 octobre : retrait du front ; repos à l'ouest de Sainte-Menehould.
- 16 octobre – 3 novembre : mouvement vers le front ; à partir du 18, occupation d'un front de bataille vers Termes et l'est d'Olizy. Engagée à partir du 1er novembre, dans la Bataille du Chesne et de Buzancy.
- 3 – 11 novembre : retrait du front ; repos dans la région de Valmy.

### Rattachements
Affectation organique : 1er Corps de Cavalerie de janvier 1918 à novembre 1918
- 3e armée

15 - 17 janvier 1918
11 février – 21 mars 1918
23 – 25 mars 1918
4 avril – 15 juin 1918
- 4e armée

16 juin – 11 novembre 1918
- 6e armée

18 janvier – 10 février 1918
22 mars 1918
26 mars – 3 avril 1918 (du 25 mars au 2 avril 1918, la 1re DCP fait partie du groupement Grégoire avec la 1re DI, le 5e CA, et le 35e CA)